# Baltazar Costa Rodrigues de Oliveira
Baltazar Costa Rodrigues de Oliveira (* 6. Mai 2000 in Jaraguá), auch bekannt als Baltazar oder Batata, ist ein brasilianischer Fußballspieler.

## Karriere
Baltazar begann seine Karriere beim Vila Nova FC in seinem Heimatland Brasilien, bevor er zur Spielzeit 2018/19 nach Europa zum Schweizer Erstligisten FC Sion wechselte. Er debütierte am 22. Juli 2018 beim 1:2 gegen den FC Lugano in der Super League, der höchsten Schweizer Spielklasse, als er in der 58. Minute für Raphael Rossi eingewechselt wurde. Bis Saisonende absolvierte er neun Spiele in der Super League, neun Partien für die zweite Mannschaft in der drittklassigen Promotion League sowie drei Spiele im Schweizer Cup, in dem Sion im Viertelfinale gegen den FC Basel verlor.
2019/20 folgten zwölf Partien in der Super League (ein Tor), elf Spiele in der Promotion League (drei Tore) und zwei Partien im Schweizer Cup, in dem man im Halbfinale gegen den Meister BSC Young Boys ausschied.
Zur Saison 2020/21 wurde er in den festen Kader der ersten Mannschaft befördert und spielte 21-mal in der höchsten Schweizer Spielklasse, wobei er drei Tore erzielte. Zudem war er zweimal im Schweizer Cup im Einsatz; diesmal verlor der Verein gegen den Zweitligisten FC Aarau im Achtelfinale.